# ミストレス (映画)
『ミストレス』（Mistress）は、1992年のアメリカ合衆国の映画。ロバート・デ・ニーロの制作プロダクション、トライベッカ・プロダクションズが製作。デ・ニーロも助演。オープニング・クレジットは、アルファベット順。

## ストーリー
映画監督を目指していたが、今は料理番組や理科教育教材映画などで細々と食いつないでいる男がいる。彼のところに、うまい話が転がり込んできたが、頓挫して元に戻る。しかし、彼は懲りない。

## キャスト
※括弧内は日本語吹替
- マーヴィン・ランディスマン - ロバート・ウール（菅生隆之）
- ジャック・ロス - マーティン・ランドー（大塚周夫）
- スチュアート・ストラトランド・Jr - ジェイス・アレクサンダー
- ペギー - チューズデイ・ナイト（雨蘭咲木子）
- ジョージ - イーライ・ウォラック（峰恵研）
- カーマイン・ラッソ - ダニー・アイエロ（大宮悌二）
- パトリシア・ライリー - ジーン・スマート（横尾まり）
- エヴァン・ライト - ロバート・デ・ニーロ（羽佐間道夫）
- ビヴァリー - シェリル・リー・ラルフ（高島雅羅）
- レイチェル・ランディスマン - ローリー・メトカーフ（安達忍）
- ウォーレン・ゼル - クリストファー・ウォーケン（金尾哲夫）
- アーネスト・ボーグナイン

## スタッフ
- 監督: バリー・プリマス